# Gillis van den Vliete
Gillis van den Vliete, auch Egìdio della Riviera oder Gilles de Riviére (* 1547 in Mechelen; † 4. September 1602 in Rom), war ein flämischer Bildhauer der Renaissance.
Er war ab 1567 in Rom tätig und gehört zur Gruppe der flämischen Bildhauer, die am Ende des 16. Jahrhunderts in der Hochrenaissance manieristisch das Barock vorbereiteten.
Seine ersten Aufträge erhielt er als Restaurator antiker Statuen.

## Werke in römischen Kirchen
1. Santa Maria dell’Anima

Bei der Eröffnungsfeier des Heiligen Jahres 1575 im Petersdom zu Weihnachten 1574 gehörte Karl Friedrich von Jülich-Kleve-Berg, zu den Ehrengästen von Gregor XIII. Diesem war sehr an seinem Gast gelegen, denn er hoffte, dass der junge Erbprinz später im Sinne der vom Heiligen Stuhl angestrebten Gegenreformation auf seine in der Glaubensfrage gespaltenen Länder sowie auf die benachbarten protestantischen Gebiete einwirken würde. Daher verlieh er ihm eine Woche später das Papstschwert, eine Ehrung als Fidei defensor, die insbesondere Königen und hohen Adeligen galt. Als Karl Friedrich nur fünf Wochen später starb, zahlte Gregor XIII. die fürstliche Bestattung und den enormen Trauerzug aus eigener Kasse und ließ ihn in der römischen Kirche der deutschen Nation, Santa Maria dell’Anima, gegenüber von Papst Hadrian VI. begraben. Er erhielt ein Epitaph nach dem Entwurf seines Erziehers Stephanus Winandus Pighius, ausgeführt von den Bildhauern Nicolas Mostaert und Gillis van den Vliete, das unter anderem eine Auferstehungsszene zeigt, die auf eine intensive Auseinandersetzung mit der 1506 gefundenen Laokoon-Gruppe verweist. Der zweite Teil des Grabmals, ein Relief mit der Szene der Verleihung des geweihten Schwertes durch Gregor XIII., hängt heute im Vorraum der Kirche. Marmorgrabmal für Karl Friedrich von Jülich-Kleve-Berg.

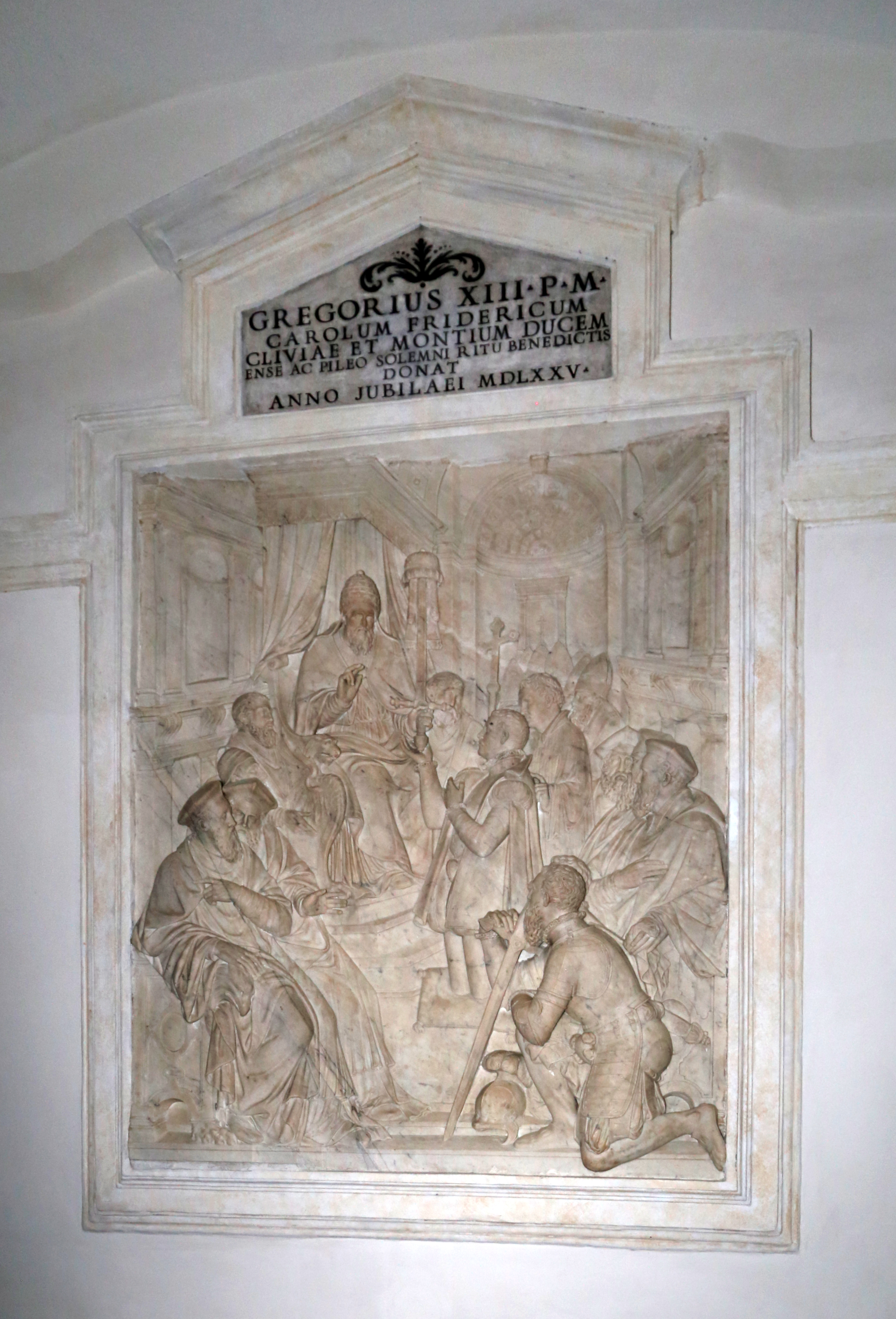
Epitaph für Karl Friedrich von Jülich-Kleve-Berg.
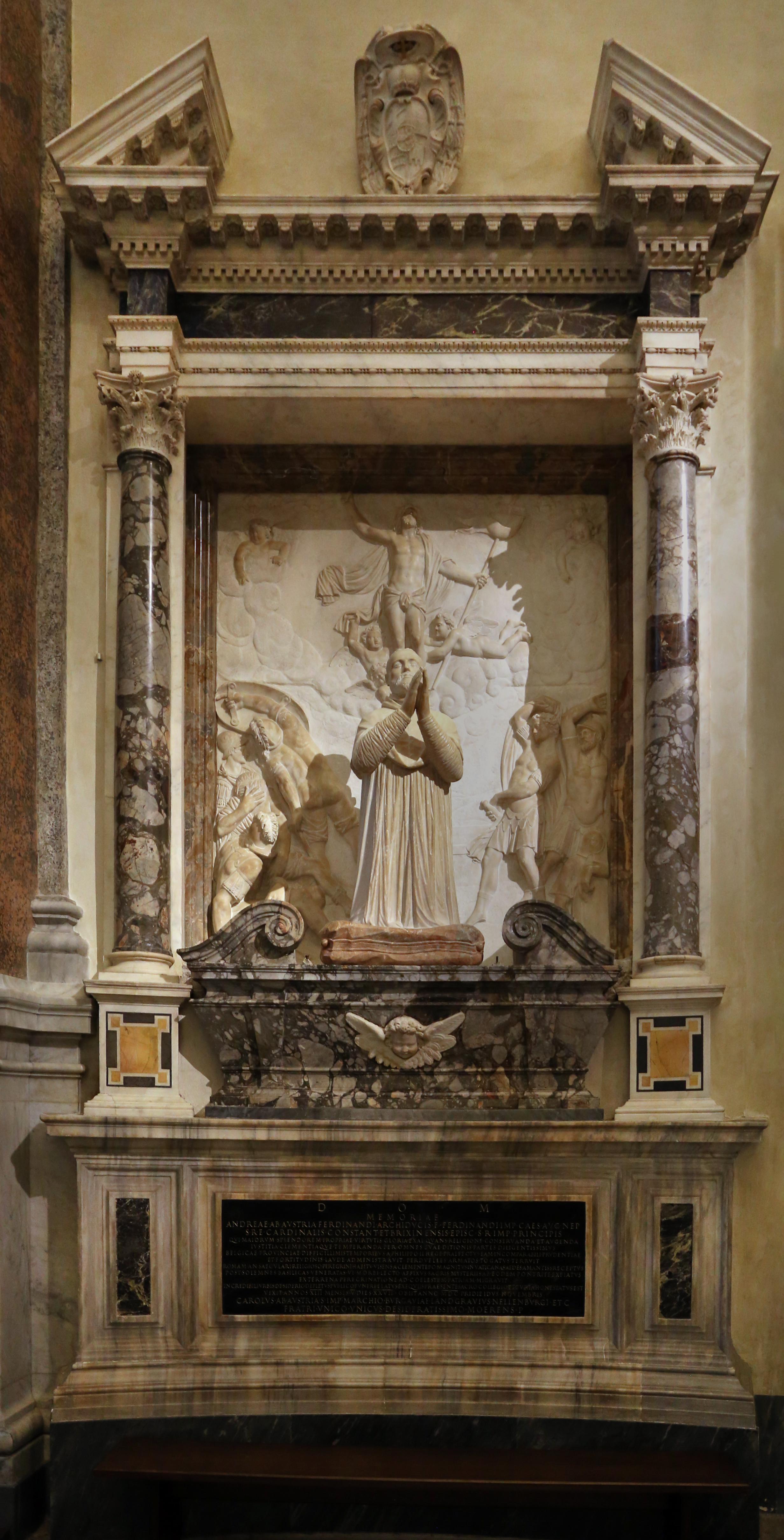
sowie das Epitaph für Andreas von Österreich.

2. Lateranbasilika Im Bereich des südlichen Querschiffes der Lateranbasilika befindet sich der Hochaltar Altare del Santissimo Sacramento, um diesen herum, an der Wand der äußeren Ädikula, sind vier alttestamentarische Priester als Marmorstatuen aufgestellt: Elias, Moses, Aaron (biblische Person) und Melchisedek. Je nach Quelle wird Egidio entweder die Moses- oder die Melchisedekstatue zugeschrieben.

Altare del Santissimo Sacramento
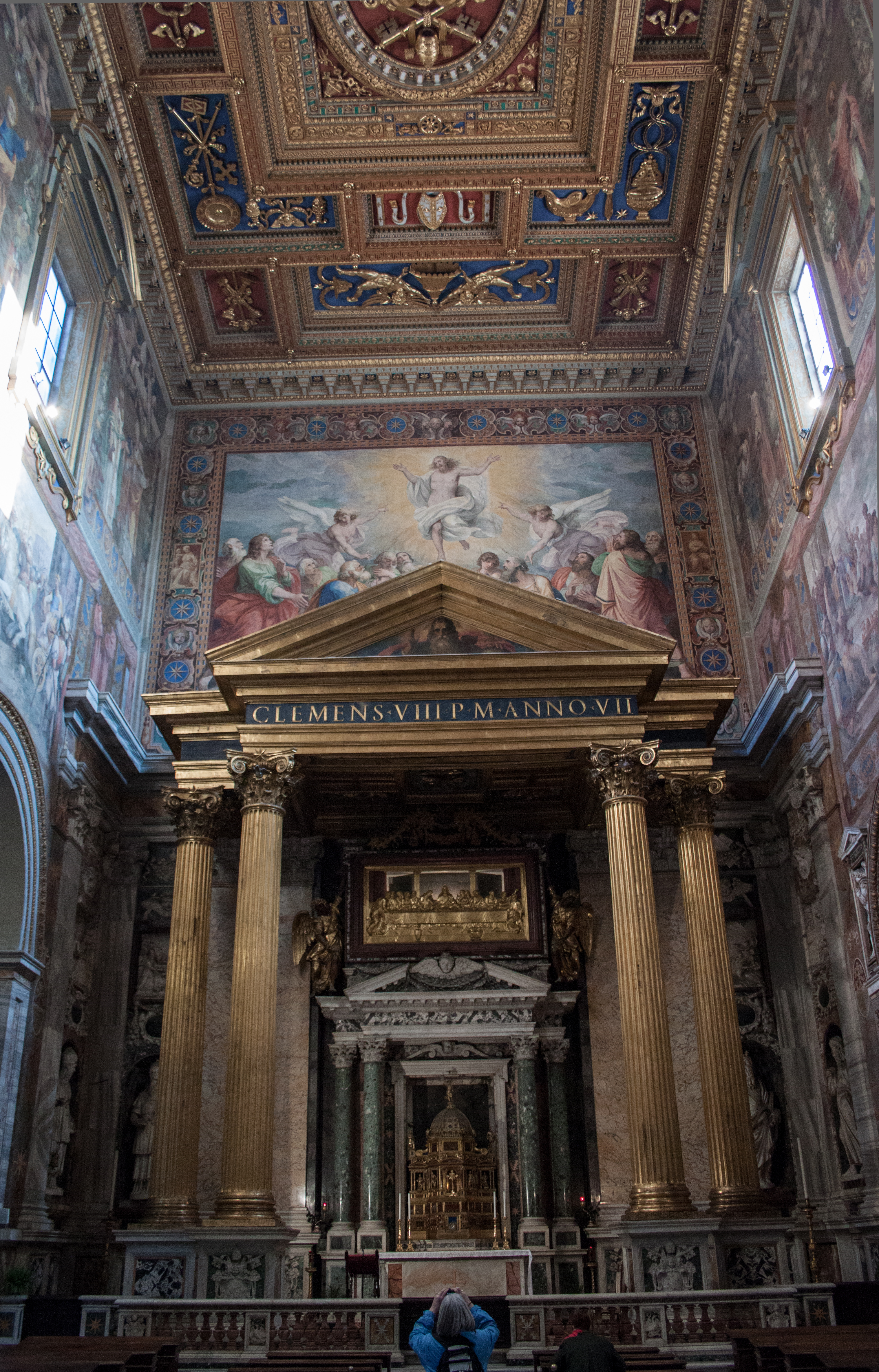
Südliches Querschiff der Lateranbasilika

3. Santa Maria Maggiore mit Nicolas Mostaert 10 Reliefs aus dem Leben von Sixtus V. und Pius V.

## St. Lambertus (Düsseldorf)
Das Grabmal Herzog Wilhelms von Jülich-Kleve-Berg in der St. Lambertus (Düsseldorf) wird ihm und Nicolas Mostaert oder Gerhard Scheben aus Köln zugeschrieben.

## Brunnenfigur Fontana Madre Natura im Hanggarten der Villa d’Este
Eine Artemis Ausführung aus Travertin bestellte Ippolito II. d’Este bei Gillis Van den Vliete um einen zentralen Ort in seinem Garten zu dekorieren, der heute Fontana dell’Organo genannt wird. Alessandro d’Este ließ sie 1611 an ihre heutige, weniger prominente Lage versetzen, da die Pädagogik der Gegenreformation keine vorchristlichen Göttinnen und Götter kannte.
Der Brunnen wird Brunnen der Natur Fontana dell’Abbondanza (Brunnen des Überflusses, Brunnen der Fülle)
oder Mutterbrunnen bezeichnet und befindet sich in der Nähe der Grenzmauer an der Nordseite des Gartens in der Nähe des alten Eingangs der Villa in der Via del Colle, der Villa d’Este.

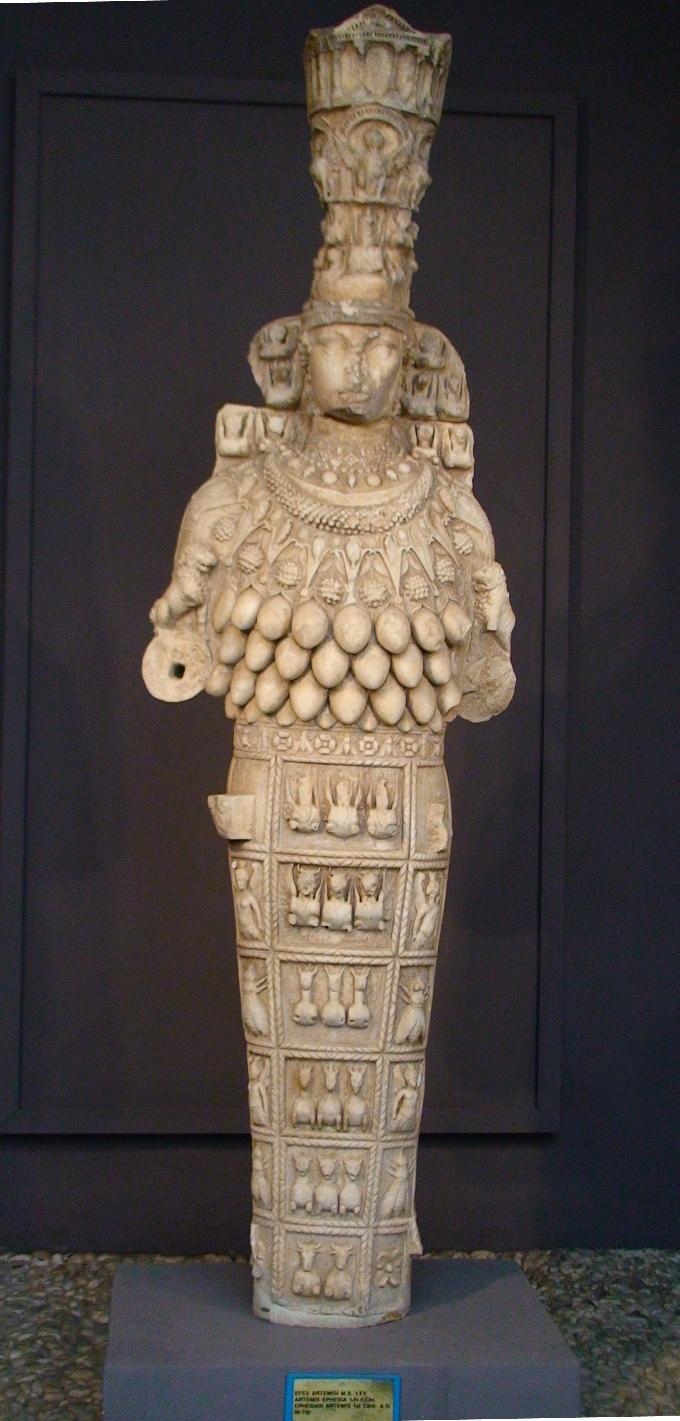
1. Artemis von Ephesos 1. Jahrhundert nach Christus Ephesos-Museum Selçuk die Jagdgöttin ist mit Jagdtrophäen, Hoden behängt, Jagdkonzept der Wildvermehrung.
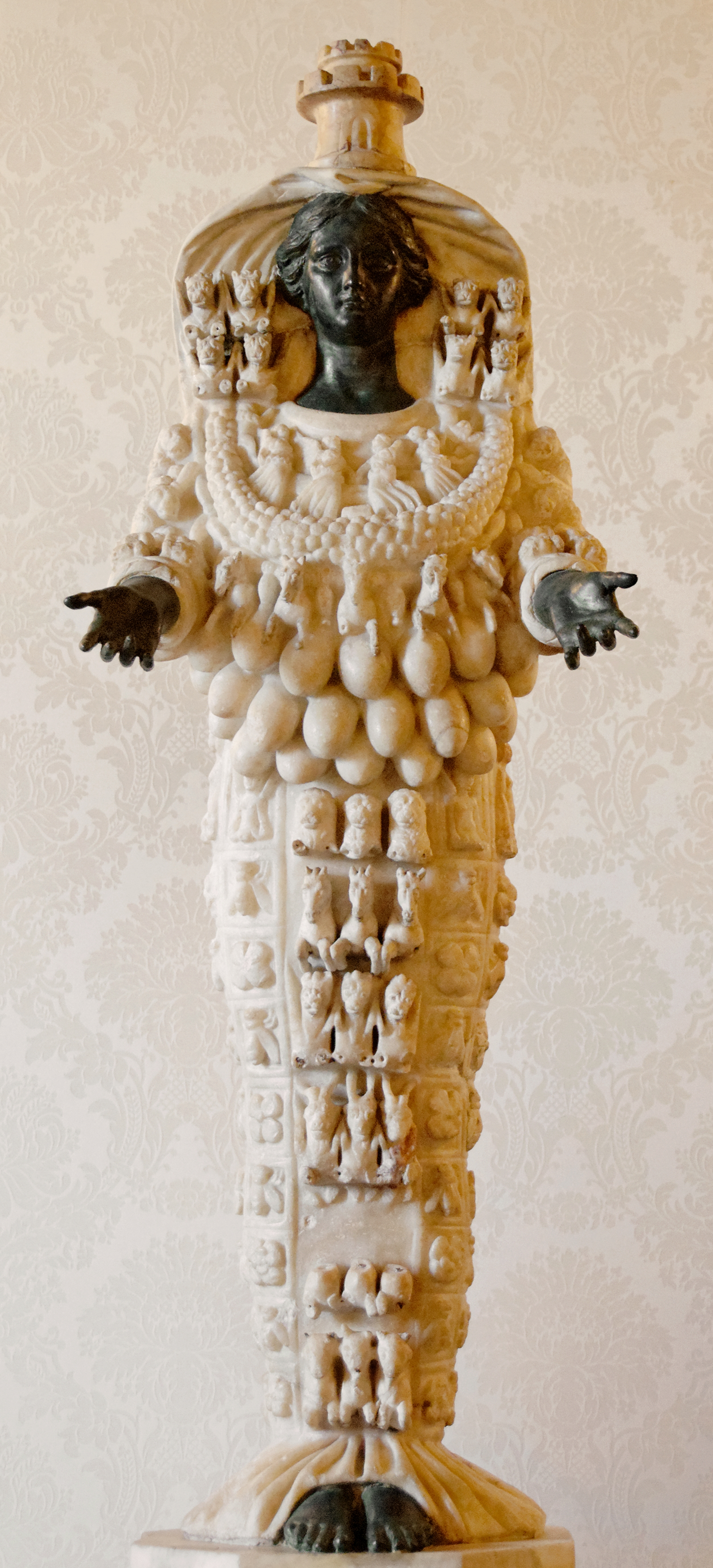
2. Römische Kopie der Artemis von Ephesos, Kapitolinisches Museum Rom
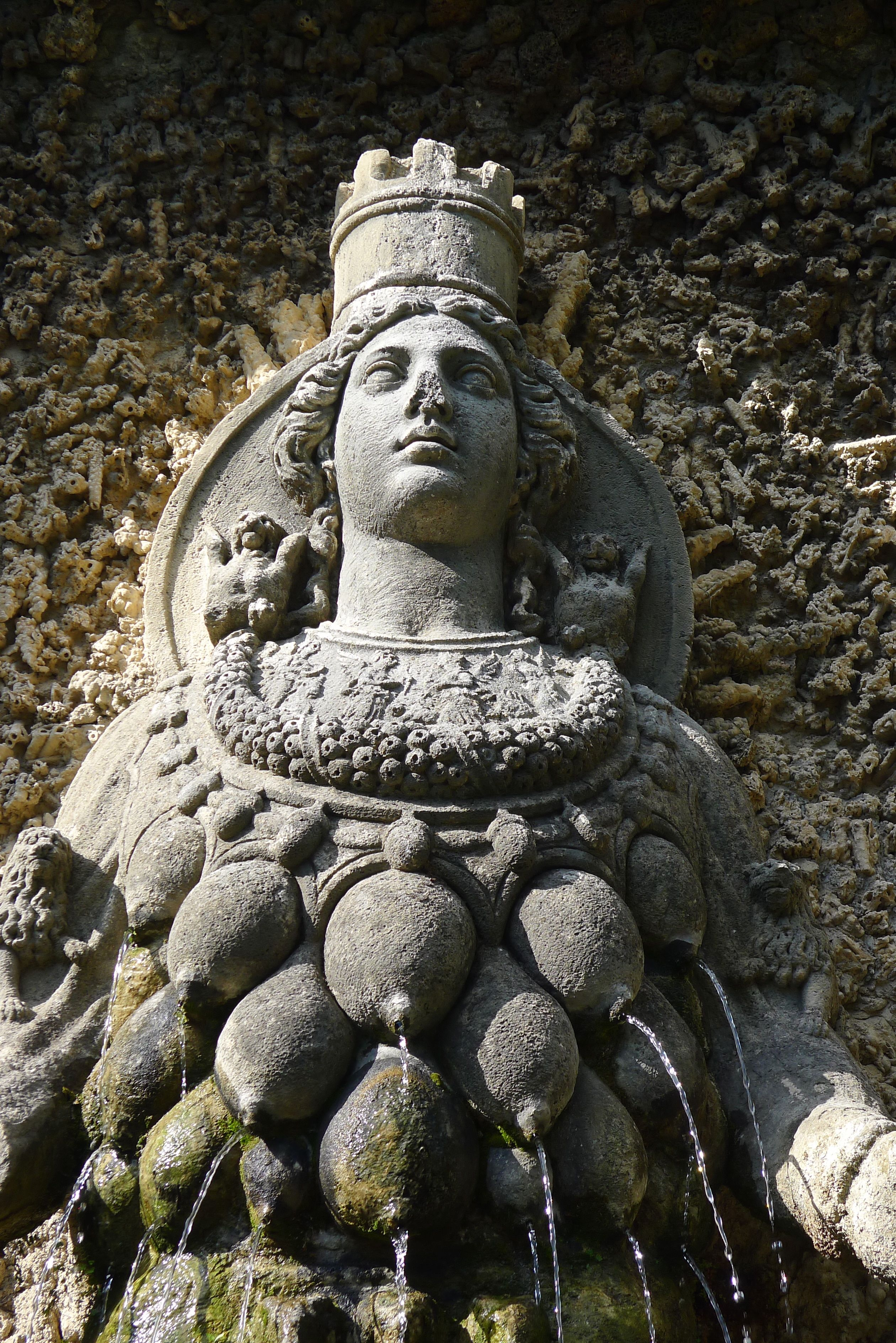
3. Das Motiv der Jagdgöttin wird zur Natur, die Hoden als Wasserspeier zu Brüsten gestaltet.